# فريق هاس اف ون
فريق هاس اف ون (بالإنجليزية: Haas F1 Team)‏ أو (بالإنجليزية: Haas Formula LLC)‏ وهو فريق في سباقات الفورمولا واحد. هو فريق مرخص أمريكيًا لسباقات السيارات تم إنشاؤه في أبريل 2014 بواسطة جين هاس وهو مالك فريق هاس في سلسلة ناسكار. كان الفريق يعتزم الظهور لأول مرة في بداية موسم 2015  وتأجل مشاركتهم حتى موسم 2016. يقع المقر الرئيسي للفريق في كانابوليس في ولاية كارولاينا الشمالية بالولايات المتحدة.

## نبذة تاريخية

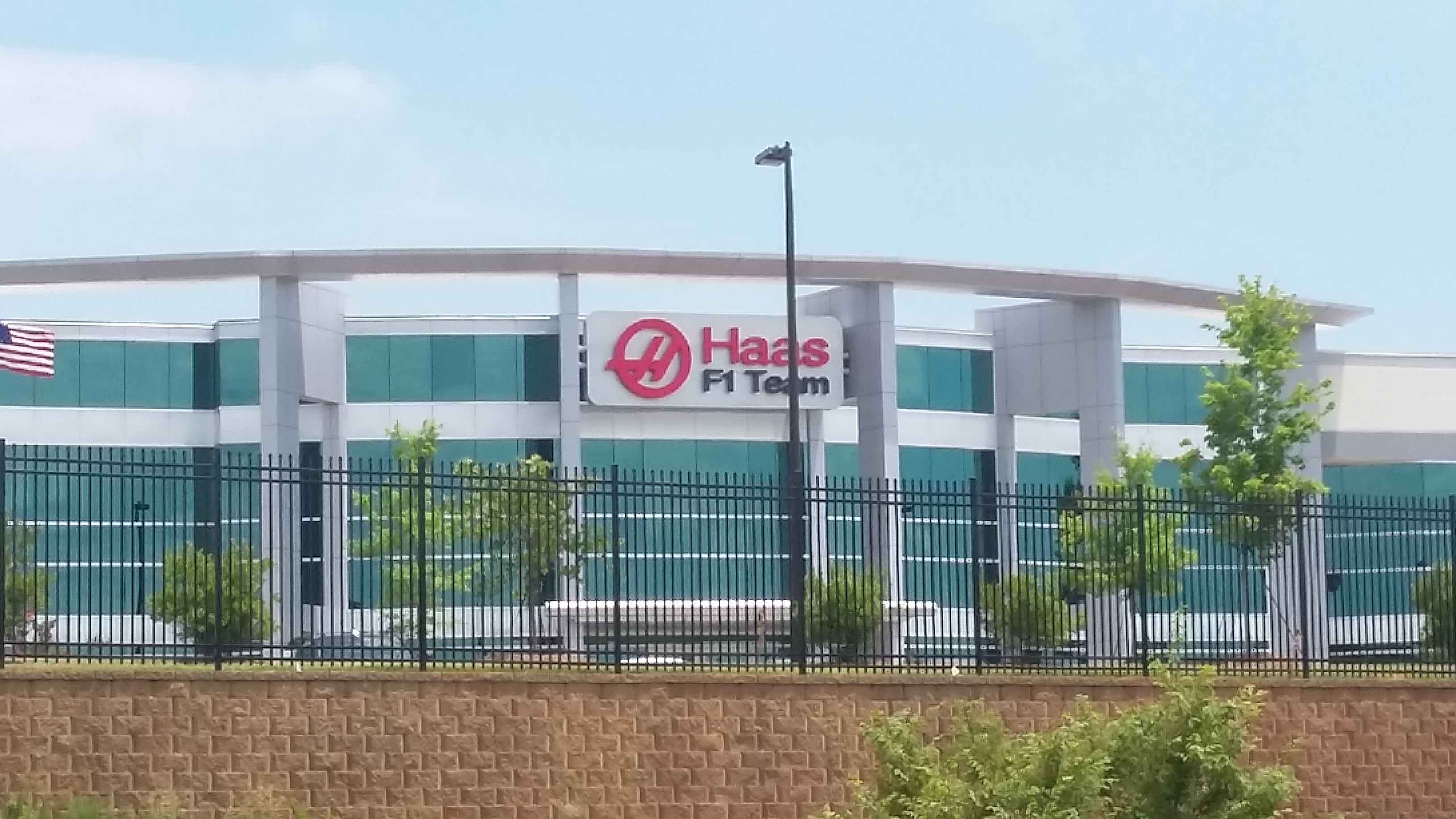
مقر الفريق في كانابوليس

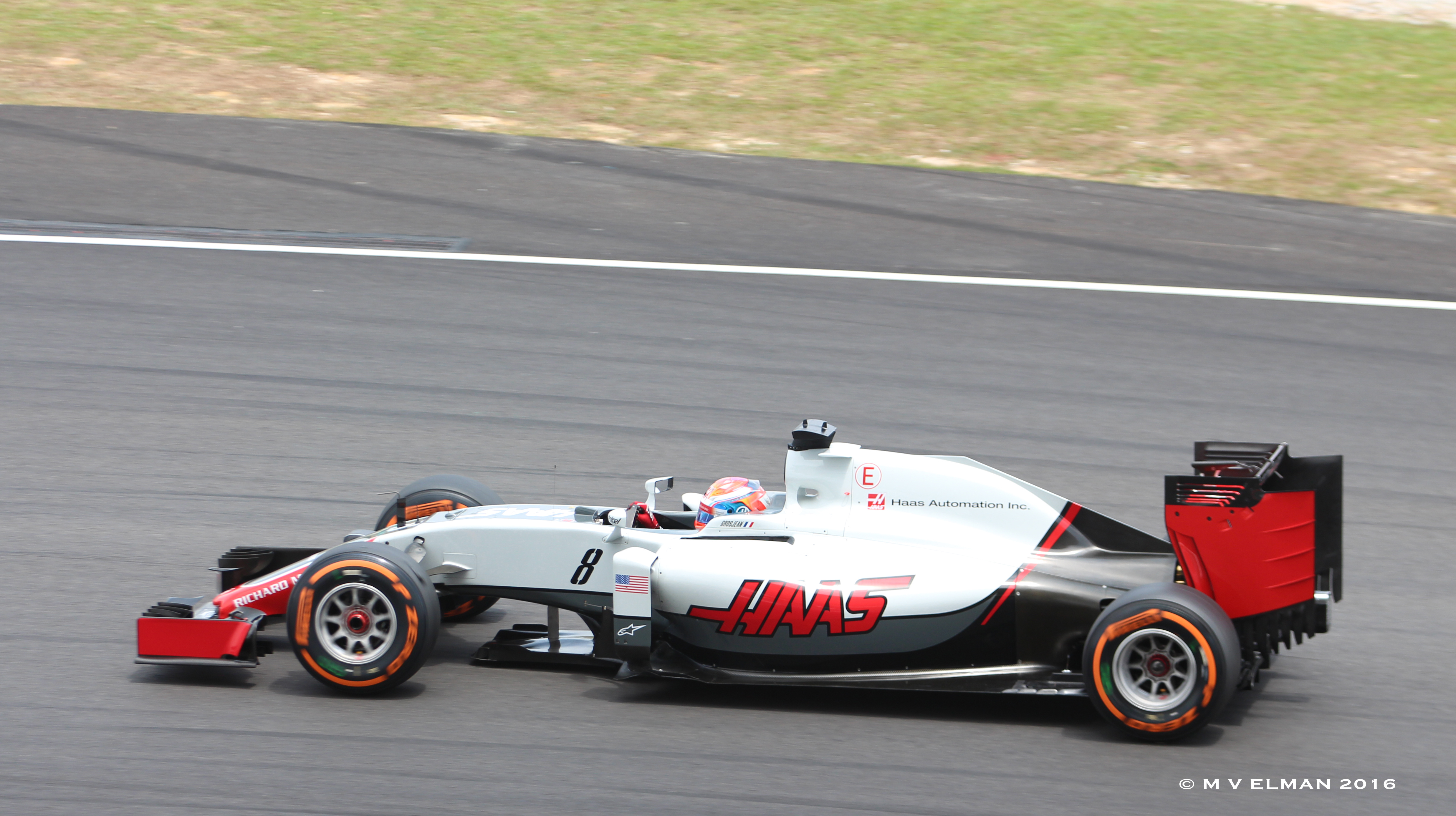
سائق الفريق رومان غروجان خلال جائزة ماليزيا الكبرى 2016.

فريق هاس هو أول مُصنِّع أمريكي طلب دخول سلسلة سباق فورمولا 1 بعد مشروع فاشل في عام 2010،  وهو أول فريق أمريكي يشارك في المنافسة منذ أن تسابق فريق هاس لولا في موسمي 1985 و 1986.
ويملك فريق هاس مركز تقني ومقر للعمليات في بانبوري إنجلترا كان قد ابتاعها من فريق ماروسيا الذي كان قد فشل في الاستمرار في البطولة خلال موسم 2014 وبيعت أصول الفريق بالمزاد العلني. أقام شراكة طويلة المدى مع فيراري، هذه الشراكة أثارت ردود فعل متباينة من الفرق الأخرى. وتم انتقاد نهج هاس من قبل الفرق الصغيرة الخاصة، التي استثمرت في بنية السيارات الخاصة بها وأعربت عن مخاوفها بشأن العلاقة الوثيقة بين الفرق ومصنعي قطعها الخارجيين التي تمنح المزيد من السلطة للمصنعين الأكبر حجما في الرياضة.
في عام 2018 تعرض الفريق مرة أخرى لانتقادات من المنافسين بعد وصوله إلى التجارب الشتوية بسيارة تشبه إلى حد كبير سيارة فيراري SF70H.

## وصلات خارجية
- الموقع الرسمي